# ObjectDock
ObjectDock es un software otorgando un dock similar al que tiene Mac OS X Aqua GUI. Es distribuido bajo la marca Object Desktop de Stardock para Windows 2000, XP y posteriores SO, tiene una versión gratuitita (Free) y otra pago (Plus). Última versión es la 1.90 build 536, ambas con soporte a Windows Vista

## Características
Características de las dos versiones ObjectDock (Free y Plus): 	 	
- Soporte a docklets.
- Soporte a la barra de tareas.
- Soporte a skins.
- Efecto del zoom al pasar el mouse.
- Animación de las notificaciones.
- Minimiza los programas mostrándolos como miniaturas.
- Los motores gráficos pueden ser personalizados.
- Motor gráfico GDI+.
- Puede ser ocultada en la barra de inicio de Windows.
- Soporte al menú inicio.

Características solo de la versión ObjectDock Plus:
- Soporte de Pestañas.
- Múltiples Docks.
- Soporte de la bandeja de sistema.
- Personaliza los iconos de la bandeja de sistema.
- Menús desplegables
- Auto-ajuste del tamaño.
- Ordena por grupos.
- Soporte para varios monitores.

ObjectDock puede también tener widgets, pequeños plug-ins que permite una función especial como mostrar el clima, las noticias, etc.

## Programas Similares
- RocketDock
- XWindows Dock
- MobyDock
- Y'z Dock
- RK Launcher